# Liste der Naturdenkmale in Nannhausen
Die Liste der Naturdenkmale in Nannhausen nennt die im Gemeindegebiet von Nannhausen ausgewiesenen Naturdenkmale (Stand 13. Mai 2024).

## Naturdenkmale
| Nr.         | Bezeichnung                               | Lage                                                                  | Beschreibung                                                                                     | Bild                                    |
| ----------- | ----------------------------------------- | --------------------------------------------------------------------- | ------------------------------------------------------------------------------------------------ | --------------------------------------- |
| ND-7140-071 | Eiche                                     | Nannhausen, nordwestlich des Ortes an der K 18; Flur Bastenacker Lage | Quercus sp., um 1700 gepflanzt, 18 m hoch bei 4,34 m Brusthöhenumfang und 23 m Kronendurchmesser | Direkt Bild zu diesem Denkmal hochladen |
| ND-7140-072 | Fünf Eichen am Kriegerehrenmal Nickweiler | Nickweiler, westlich des Ortes an der K 19; Flur Kappestücker Lage    | Quercus sp., fünf Bäume, zwischen 1600 und 1850 gekeimt, 15 bis 26 m hoch                        | Direkt Bild zu diesem Denkmal hochladen |
| ND-7140-127 | Zwei Eichen auf dem Schmiedel             | Auf dem Schmiedel, bei Nr. 2/4 Lage                                   | Quercus petraea, zwei Bäume                                                                      | Fotos hochladen                         |